# تشارلز بنسون
تشارلز بنسون (بالإنجليزية: Charles Benson)‏ هو لاعب كرة قدم أمريكية أمريكي، ولد في 21 نوفمبر 1960 في هيوستن في الولايات المتحدة.